# Abby Brammell
Abby Brammell, née le 19 mars 1979 dans le Kentucky aux États-Unis, est une actrice américaine pour la télévision.

## Biographie
Elle a été  l'épouse de Jake La Botz, un musicien américain de blues. Ils ont divorcé depuis le printemps 2008.

## Filmographie

### Cinéma
- 2013 : Jobs : Laurene Jobs

### Télévision
- 2002 : Les Experts, saison 2 épisode 16 (série télévisée)
- 2002 : Les Anges de la nuit, saison 1 épisode 10  : Claire (série télévisée)
- 2002 : Fastlane, saison 1 épisode 2  : Jade (série télévisée)
- 2004 : Quand la vie est Rose (Revenge of the Middle-Aged Woman) : Mindy
- 2004 : Star Trek : Enterprise : Persis (série télévisée)
  - Saison 4, épisode 4 : Les Améliorés
  - Saison 4, épisode 6 : Poursuite
- 2005 : The Shield, saison 4 épisodes 4, 5, 8, 10  : Sara Frazier (série télévisée)
- 2005 : Preuve à l'appui, saison 5 épisode 4  : Marcy Holloway (série télévisée)
- 2005 : Six pieds sous terre, saison 5 épisodes 6, 11  : Kirsten (série télévisée)
- 2006 - 2008 : The Unit : Commando d'élite, saisons 1, 2, 3 et 4  : Tiffy Gerhardt (série télévisée)
- 2009 : Lie to Me, saison 2 épisode 9  : Poppy Wells (série télévisée)
- 2010 : NCIS : Enquêtes spéciales, L'Effet d'une bombe (saison 8 épisode 3)  : Heather Dempsey (série télévisée)
- 2012 : NCIS : Los Angeles, saison 4 épisode 5 : Megan Hendley
- 2015 : Rizzoli & Isles, saison 6 épisode 2 : Linda Hendrickson
- 2018 et 2021  : 9-1-1 : Eva Mathis (récurrente saison 1, invitée saison 2 et 5)
- 2020 : Bosch : Heather Strout